# أحمد فؤاد حسن
أحمد فؤاد حسن (12 يونيو 1926 - 10 مارس 1993) هو ملحن وعازف مصري.

## حياته
من مواليد عام 1926 أصيب بمرض الدفتيريا وهو طفل وقد وضع له انبوب للتنفس عاش معه مدة 25 سنة مما جعله يتجه إلى الموسيقى لعدم قدرته أثناء مرضه من الدراسة التي انتسب إليها متأخراً حتى وصل إلى درجة كاستاذ موسيقى في جامعة حلوان وهو خريج المعهد العربي للموسيقى ومعهد الموسيقى المسرحية، تزوج من الراقصة الشهيرة نجوى فؤاد، توفي 10 مارس 1993.

## مسيرته
عازف على آلة القانون صاحب الموسيقار الكبير فريد الاطرش في أشهر حفلاتة. قام بإنشاء الفرقة الماسية التي غنى معها أشهر الفنانين أمثال عبد الحليم حافظ ووردة الجزائرية وفايزة أحمد ومحمد عبده. له مؤلفات موسيقية ومقطوعات كان يقدمها في الحفلات :
- دموع البلبل
- دقات قلب
- الهدى
- المولد

وضع أكثر من مائة قطعة موسيقية تعزف محليا ودوليا وعشرات الألحان الغنائية، وانتخب كنقيب للمهن الموسيقية لدورتين، الدورة الأولي عام 1979، والثانية عام 1984 وقد تخرج علي يديه أجيال من الموسيقيين والعازفين وذلك من خلال عملهم بالفرقة الماسية تحت قيادته. شغل عددا من المناصب منها: نائب رئيس جمعية المؤلفين والملحنين والناشرين، وعضو المجلس الأعلى للثقافة ولجنة الموسيقي بالمجلس الأعلى للفنون والآداب.
قام بالتدريس في قسم التأليف والقيادة بالمعهد العالى للموسيقى "الكونسرفتوار"، وكذلك بالمعهد العالى للسينما والإشراف على وحدة التأليف الموسيقى بالمبنى المركزى للوحدات التعليمية بأكاديمية الفنون.

## جوائز
حصل علي العديد من الأوسمة من بلاد عربية وعالمية:
- وسام العلوم والفنون من الطبقة الأولي عام 1967
- شهادة تقدير من أكاديمية الفنون عام 1987

## روابط خارجية
- أحمد فؤاد حسن على موقع IMDb (الإنجليزية)
- أحمد فؤاد حسن على موقع قاعدة بيانات الأفلام العربية